# Sebastian Wredenberg
Sebastian Wredenberg (* 11. Juni 1986) ist ein ehemaliger schwedischer Biathlet.
Sebastian Wredenberg von Ekshärad SF nahm 2005 in Kontiolahti erstmals bei Junioren-Weltmeisterschaften teil und erreichte die Plätze zehn im Einzel, 39 im Sprint, 41 im Verfolgungsrennen sowie sowohl mit der Jugend- wie auch der Juniorenstaffel den 14. Platz. Zwei Jahre später nahm er in Martell nochmals an Weltmeisterschaften der Junioren teil und belegte die Ränge 27 im Einzel, 50 im Sprint, 39 in der Verfolgung und mit der schwedischen Staffel Platz elf.
Seit 2008 läuft Wredenberg im Leistungsbereich. Erstes Großereignis wurden die Biathlon-Europameisterschaften 2008 in Nové Město na Moravě, bei denen er 58. des Einzels, 38. des Sprints, 41. der Verfolgung und mit Jörgen Brink, Tobias Arwidson und Erik Forsgren im Staffelrennen Zwölfter wurde. Er nahm auch an der Militär-Skiweltmeisterschaft 2008 in Hochfilzen teil, wo er 23. des Sprints und 15. im Rennen der Militärpatrouille wurde. Seit 2008 kommt er sporadisch auch im IBU-Cup zum Einsatz. 2010 startete Wredenberg in Otepää bei seinen zweiten Biathlon-Europameisterschaften, bei denen er im Einzel 27. wurde, 52. des Sprints und 45. der Verfolgung.
National konnte Wredenberg seit Ende der 2000er Jahre einige Erfolge erreichen. 2008 gewann er hinter Björn Ferry und David Ekholm die Bronzemedaille im Massenstart bei den schwedischen Meisterschaften, ein Jahr darauf konnte er mit Ekholm und Carl Johan Bergman den Vize-Meistertitel im Staffelwettbewerb gewinnen. 2010 folgte der Gewinn der schwedischen Meisterschaft mit der Staffel von Ekshärad SF.

## Belege
1. ↑  Entscheidungen im Massenstart bei schwedischen Meisterschaften
2. ↑  Ergebnisübersicht Nationale Biathlon-Meisterschaften 2009 (Memento des Originals vom 14. April 2009 im Internet Archive)  Info: Der Archivlink wurde automatisch eingesetzt und noch nicht geprüft. Bitte prüfe Original- und Archivlink gemäß Anleitung und entferne dann diesen Hinweis.
3. ↑  Teams nutzen Zeit nach Saison für nationale Meisterschaften

| Personendaten    | Personendaten         |
| ---------------- | --------------------- |
| NAME             | Wredenberg, Sebastian |
| KURZBESCHREIBUNG | schwedischer Biathlet |
| GEBURTSDATUM     | 11. Juni 1986         |